# تيديكلت
تيديكلت منطقة طبيعية وتاريخية وإحدى مناطق إقليم توات الثلاثة، وحدودها من رقان غربًا إلى فقارة الزوى بعين صالح شرقًا، حيث أطلق بعض الكتاب القدماء على هذه المجموعة من الواحات الممتدة من ناحية الجنوب الغربي إلى وسط الصحراء الجزائرية كالرحالة ابن بطوطة والعلامة ابن خلدون

## مناطق إقليم توات الثلاثة
- منطقة قورارة من تبلكوزة إلى تسابيت
- منطقة توات الوسطى من تسابيت إلى رقان
- منطقة تيديكلت من رقان (من عين الشبي)إلى فقارة الزوى بعين صالح

## تاريخ
هذا التقسيم الإقليمي يعد من بين التقسيمات الإقليمية التي أشار إليها مار كوت ويكون بحسب التشابه الجغرافي لمنطقة معينة.فنلاحظ ان أرخبيل الواحات بهذه الناحية من الوطن يتواجد في منخفضات وتجاويف أودية مغلقة وطويلة للغاية
ويمكن ان يكون هذا التقسيم لتشابه في نظام استغلال المياه كما أشار إلى ذلك.روندو مولياس عندما تكلم عن تنظيم مياه الواحات الصحراوية 1927 قال«تصنيف الواحات يكون تبعا لاصل الماء في وضعيته فالواقع يمنح غالبا تركيبات معقدة ونصل إلى انه في نفس الواحة يجمع الماء بأشكال مختلفة ولكن دائما توجد طريقة استعمال تسود، وتسمح بتمييز مجموعته. وقد أشار» (Larnude1927 إلى نظام الفقارة بتوات وقال بأنه «اتقان نادر، الحالة الوحيدة في الصحراء"» والمناطق الثلاثة من الإقليم تتميز بنظام سقي عتيق لا يوجد له مثيل في الجزائر.
كانت تيديكلت تتشكل من ست مقاطعات فبدأ من الجناح الأيمن للإقليم:
- مقاطعة فقارة الزوى واقسطن
- مقاطعة عين صالح.
- مقاطعة عين غار
- مقاطعة تيط
- مقاطعة اقبلي
- مقاطعة أولف

يبدو ان تقسيم فرج محمد فرج لم يضم رقان كمقاطعة لتديكلت كما أشارت الجمعية التاريخية في تقسيم الإقليم سابقا.
استولت فرنسا الاستعمارية على المنطقة بحجة أعمال التنقيب لدراسة أوضاع طبقات الأرض في أفريقيا الشمالية من طرف فريدريك فلامند Flamand F.(1861-1919) والذي اشترك في الحملة التي أدت إلى احتلال عين صالح في عام 1899 وقد «اكتشف أن حاميته العسكرية كانت تعتبره إنسانا مجنونا، وقد استخدمت عمله ستارا تخفي وراءه حقيقة نشاطها واعملها»، وكان الطوارق يسيطرون على منطقة تيديكلت وكان رجال الهقار الملثمون يعتبرون مركزها واحة إن صالح ملكًا لهم، وحتى ذلك التاريخ، لم يكن إلا رجلان أوروبيان قد وضعا اقدامهما في قصر عين صالح، إحداهما إسكتلندي ويدعى قوردون لاينيغGordonL. والثاني ألماني ويدعى يرهارد روهلفسGérard R. (غريستر 1961).
(فكانت عشيرة الطوارق قد قررت أن تنزل أقصى العقاب بكل أجنبي يجتاز خط الحدود الذي وضعوه هم لمنطقتهم، وكانت المذبحة الناجحة التي أبادوا فيها حملة كاملة يقودها العقيد فلاترز Flaterzعام 1881 فد أسكرتهم بنشوة النصر، وأصيبت كبرياء فرنسا في صميمها...الذين كانت أسلحتهم من مخلفات القرون الوسطى«(غريستر 1961). ولم تنحرف فرنسا عن هدفها، في الاستيلاء على منطقة عين صالح، بل أعدت العدة وعززت حملة عسكرية، للسيطرة على المنطقة بقيادة الرائد (المجور) بين Binn، فوقع اشتباكان عنيفان، أسفر على احتلالها، في30ديسمبر سنة 1899، عرفت بمعركة لفقيقيرة، تلتها معركة الدغامشة في 4جانفي 1900، ثم معركة اينغر19مارس 1900.» دخلت القوات الفرنسية إلى تيط في 23 مارس 1900 وبعد يومين من ذلك سقطت اقبلي فأولف. وهكذا تمت لفرنسا السيطرة على معظم قصور المنطقة. بذلك وقع إقليم تيديكلت بقمة سائغة في يد الاستعمار الفرنسي.(تواتي 2004)وبذلك عرفت المنطقة تقسيمات إدارية على النحو التالي:
أصبحت المنطقة تسمى من طرف الفرنسيين بتديكلت الهقار، ففي8 ديسمبر 1928 وبمقتضى قرار إداري من السلطة الفرنسية لتديكلت الهقار ألحقت منطقة تمنراست ببلدية الأهالي.
في سنة 1949 جعلت السلطة الاستعمارية عين صالح دائرة على تمنراست وأولف.
في 15يونيو 1949 أنشئت بلدية مستقلة في الهقار بمقتضى مرسوم وزاري حيث قامت بتقسيم ملحقة تدكلت الهقار إلى بلديتين هما:
- بلدية تدكلت وعاصمتها عين صالح.
- بلدية الأهالي في الهقار وعاصمتها تمنراست.

لقد كانت منطقة عين صالح مستهدفة من طرف المعمرين الفرنسيين، فحسب ديبورتر في تقريره قد يبن الفائدة التي ستعود على تجارة فرنسا والأرباح التي تجنيها لو وضعت يدها على مدينة عين صالح التي كانت تتحكم حسب رأييه في طرق القوافل التجارية العابرة للصحراء (فرج 1977).

### بعد الاستقلال
```
بموجب مرسوم وزاري بتاريخ 2 يوليو 1974 أصبحت 
ولاية أدرار
 تضم كل من منطقة توات الوسطى ومنطقة قورارة تحت إدارة 
تيميمون
. بينما منطقة تيديكلت فجزء منها في التقسيم الإداري أصبح ضمن بلدية 
رقان
 
وأولف
(ولاية أدرار) منطقة عين صالح، فقارة الزوى، لم تعد تابعة إداريا وضمت مع 
ولاية تمنراست
.
```

## المنطقة ضمن قائمة التراث الثقافي غير المادي
وقد أدرجت اللجنة الدولية الحكومية لصون التراث الثقافي غير المادي، المجتمعة في موريشيوس من 28 نوفمبر إلى 1 ديسمبر 2018، المعارف والمهارات التقنية لدى “كيالي ماء الفقارة” العاملين في قنوات الري المعروفة باسم الفقارة في منطقة تيديكلت وإقليم توات في قائمة التراث الثقافي غير المادي الذي يحتاج إلى الصون العاجل.